# Simone Mosca

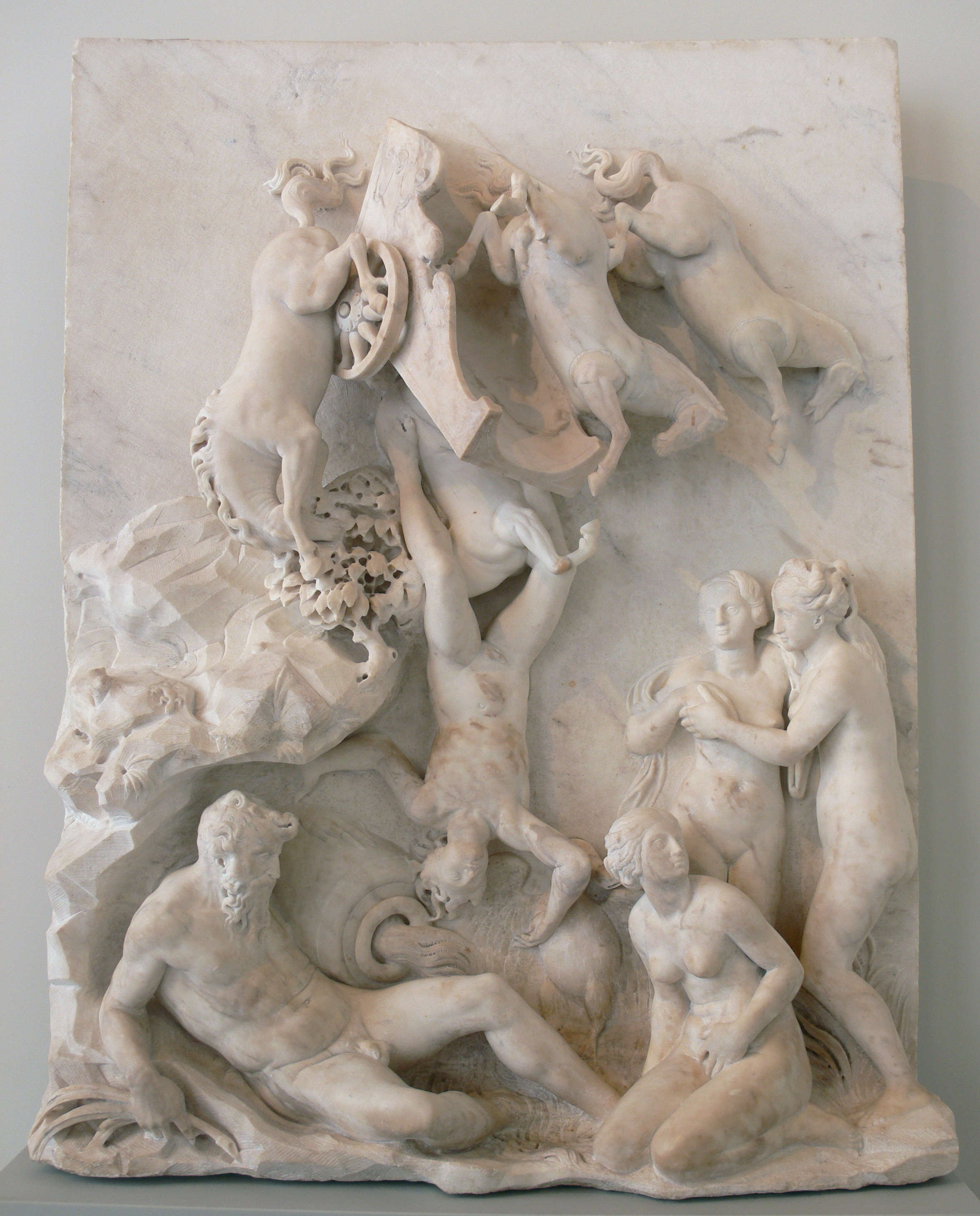
La caiguda de Faetont, relleu en marbre de Simone Mosca, Museu Bode, Berlín

Simone Mosca (Settignano, 1492 - Orvieto, 1553), també conegut com a Simone Moschini i com a Il Moschini, va ser un escultor italià del Renaixement. El seu fill, Francesco Mosca (ca. 1546-1578), també va ser escultor. Durant el final de la dècada del 1520 i el principi de la dècada del 1530 va treballar amb Miquel Àngel a la Capella Mèdici de la Basílica de San Lorenzo de Florència.